# Rex Motor Company
Rex Motor Company war ein US-amerikanischer Hersteller von Automobilen.

## Unternehmensgeschichte
C. H. Blomstrom hatte bis 1914 die Blomstrom Manufacturing Company geleitet. Nach deren Auflösung gründete er noch im gleichen Jahr das neue Unternehmen. Der Sitz war ebenfalls in Detroit in Michigan. Beteiligt waren außerdem W. J. Frasier, Frank Lemerise, C. H. Riopelle und Alfred Robinson. Sie begannen mit der Produktion von Automobilen. Der Markenname lautete Rex. Im März 1914 gab es Pläne für ein größeres Werk in Ford City, die jedoch nicht umgesetzt wurden. Noch 1914 endete die Produktion.
Es gab keine Verbindung zur Rex Motor Car Company, die ein paar Jahre vorher den gleichen Markennamen verwendete.

## Fahrzeuge
Im Angebot stand nur ein Modell. Manche Quellen bezeichnen es fälschlicherweise als Cyclecar, obwohl es die Kriterien nicht erfüllte. Der Vierzylindermotor hatte 69,85 mm Bohrung, 114,3 mm Hub und somit 1752 cm³ Hubraum. Das Hubraumlimit für Cyclecars lag aber bei 1100 cm³. Der Motor war je nach Quelle mit 14,5/18 PS, 12,5/18 PS oder 14/18 PS angegeben. Der von Blomstrom selbst entworfene Motor war wassergekühlt. Er trieb über eine Kardanwelle das links Vorderrad an. Auf ein Differenzial wurde verzichtet. Das Fahrgestell hatte 254 cm Radstand. Die Spurweite betrug normalerweise 122 cm. Auf Wunsch war aber auch eine breitere Ausführung erhältlich, die die für US-Fahrzeuge der damaligen Zeit übliche Spurweite von 142 cm hatte. Der Roadster bot Platz für zwei Personen nebeneinander. Das Leergewicht war mit 263 kg angegeben und die Höchstgeschwindigkeit mit 72 km/h. Der Neupreis betrug 395 US-Dollar.